# Levoča, Lâu đài Spiš và các di tích văn hóa liên quan
Levoča, Lâu đài Spiš và các di tích văn hóa liên quan là một Di sản thế giới được UNESCO công nhận nằm tại vùng Prešov, Slovakia. Tổ hợp bao gồm Lâu đài Spiš, một trong những lâu đài lớn nhất Trung Âu. Lâu đài này nằm ở phía trên thị trấn Spišské Podhradie và làng Žehra, nơi có Nhà thờ Giáo hội Spišská Kapitula. Năm 2009, di sản mở rộng bao gồm thêm bệ thờ nổi tiếng của Majster Pavol tại Vương cung thánh đường Thánh Jacob và trung tâm lịch sử của Levoča là nơi có nhiều tòa nhà thời Phục Hưng được bảo quản tốt.

## Mô tả
Lâu đài Spiš được xây dựng vào thế kỷ 12 là trung tâm chính trị, hành chính, kinh tế và văn hóa của Szepes. Trước năm 1464, nó được sở hữu bởi các vị vua Hungary, đến năm 1528 nó được sở hữu bởi gia đình Szapolyai, sau đó là các gia tộc Thurzo (1531-1635), Csáky (1638-1945), và từ năm 1945 thuộc sở hữu của Nhà nước.
Ban đầu là một lâu đài bằng đá La Mã với công sự, sau đó là một cung điện Roman hai tầng và một nhà thờ ba tầng mang kiến trúc Roman-Gothic được xây dựng trong khu vực vào nửa sau của thế kỷ 13. Một khu định cư thứ hai ngoại thành được xây dựng vào thế kỷ 14, có diện tích gấp đôi khu vực trong lâu đài. Lâu đài được xây dựng lại hoàn toàn vào thế kỷ 15. Các bức tường lâu đài được nâng cao và một khu định cư ngoại thành thứ ba được xây dựng. Một nhà nguyện Gothic muộn đã được thêm vào khoảng năm 1470. Gia tộc Szapolyai đã thực sự làm cho lâu đài trở thành một dinh thự gia tộc điển hình của các dinh thự cuối thời kỳ Phục hưng của thế kỷ 16 và 17. Vào năm 1780, lâu đài bị đốt cháy và đã bị tàn phá từ đó. Một phần của nó được xây dựng lại vào nửa sau của thế kỷ 20.
Levoča là một thị trấn thời Trung Cổ hầu hết vẫn được bao quanh bởi các bức tường thành dài 2,5 km. Lối vào chính của khu phố cổ là Cổng Košice hoành tráng, với hai cổng còn lại được bảo tồn tốt là Cổng Menhard và Ba Lan. Quảng trường thành phố có ba di tích chính là Tòa thị chính cũ (thế kỷ 15-17), Nhà thờ Luther (1837) và Vương cung thánh đường Thánh James có niên đại từ thế kỷ 14. Quảng trường được bảo tồn rất tốt và chứa một số tòa nhà nổi bật là những ngôi nhà của giới quý tộc địa phương vào cuối thời Trung Cổ. Cũng đáng chú ý trong quảng trường là "Cage of Shame" bằng sắt rèn, có niên đại từ thế kỷ 17, được sử dụng để trừng phạt công khai những hành vi sai trái. Một mảng bám trên một trong những ngôi nhà ghi lại việc in ấn và xuất bản các tác phẩm nổi tiếng nhất của nhà giáo dục Jan Comenius, Orbis Pictus. Nhà thờ Thánh James từ thế kỷ 14 cũng chính là nhà thờ lớn thứ hai ở Slovakia, là nơi có bàn thờ chạm khắc bằng gỗ Gothic tuyệt đẹp, là bàn thờ bằng gỗ Gothic cao nhất thế giới (cao 18,62 mét) được tạo ra bởi Master Paul của Levoča khoảng 1506- 1517.
Một địa điểm đáng chú ý khác là Spišská Kapitula, một thị trấn giáo hội đặc biệt được bảo tồn tốt nhìn ra Lâu đài Spiš. Thị trấn bao gồm Nhà thờ Thánh Martin, một tu viện cũ, một chủng viện và một con phố duy nhất với khoảng 30 ngôi nhà, tất cả các công trình xây dựng thời Trung Cổ và được bao quanh bởi một bức tường xây dựng từ 1662 đến 1665 với hai cổng. Nhà thờ được xây dựng giữa 1245 và 1273 theo phong cách Roman với các phần mở rộng theo phong cách Gothic. Nó là một trong những di tích Roman lớn nhất và thú vị nhất ở Slovakia. Nó chứa nhiều bàn thờ chạm khắc thời Trung Cổ và là nơi nghỉ ngơi của nhiều lãnh chúa Lâu đài Spiš. Bức tranh tường của nó từ năm 1317 mô tả lễ đăng quang của vua Károly Róbert.
Một thị trấn khác là Spišské Podhradie nằm dưới chân các ngọn đồi của Spiš có chứa một số ngôi nhà của các thương nhân thời Phục hưng. Nhà thờ ở Žehra có niên đại từ năm 1274 và có những bức tranh tường của thế kỷ 13 và 14.

## Thư viện ảnh

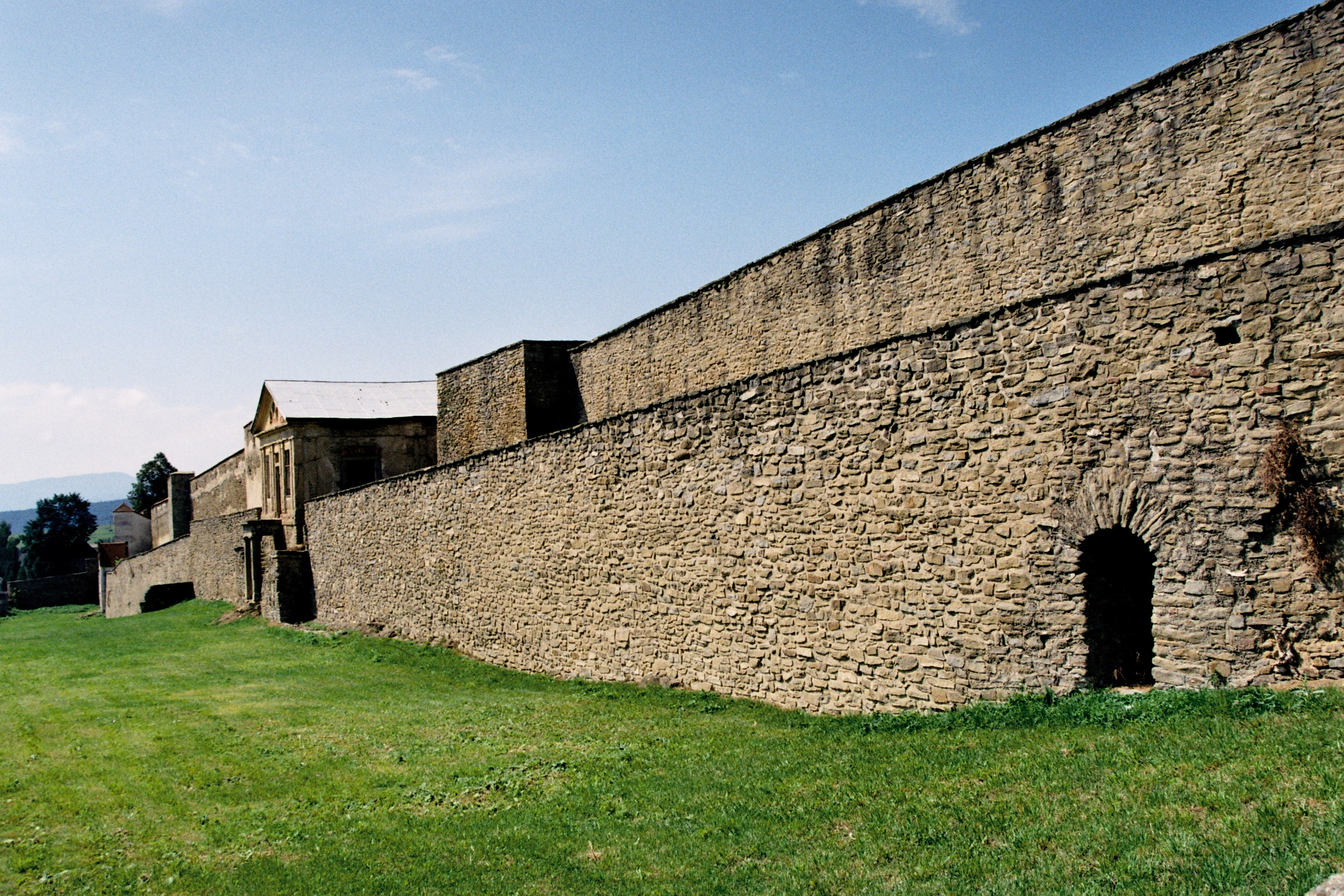
Tường thành phố Levoča
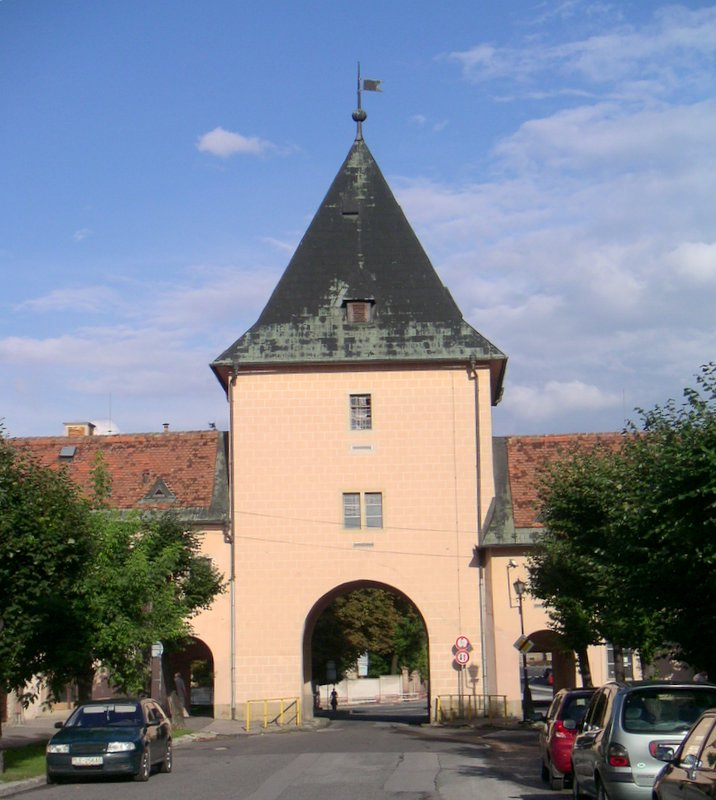
Cổng Košice tại Levoča
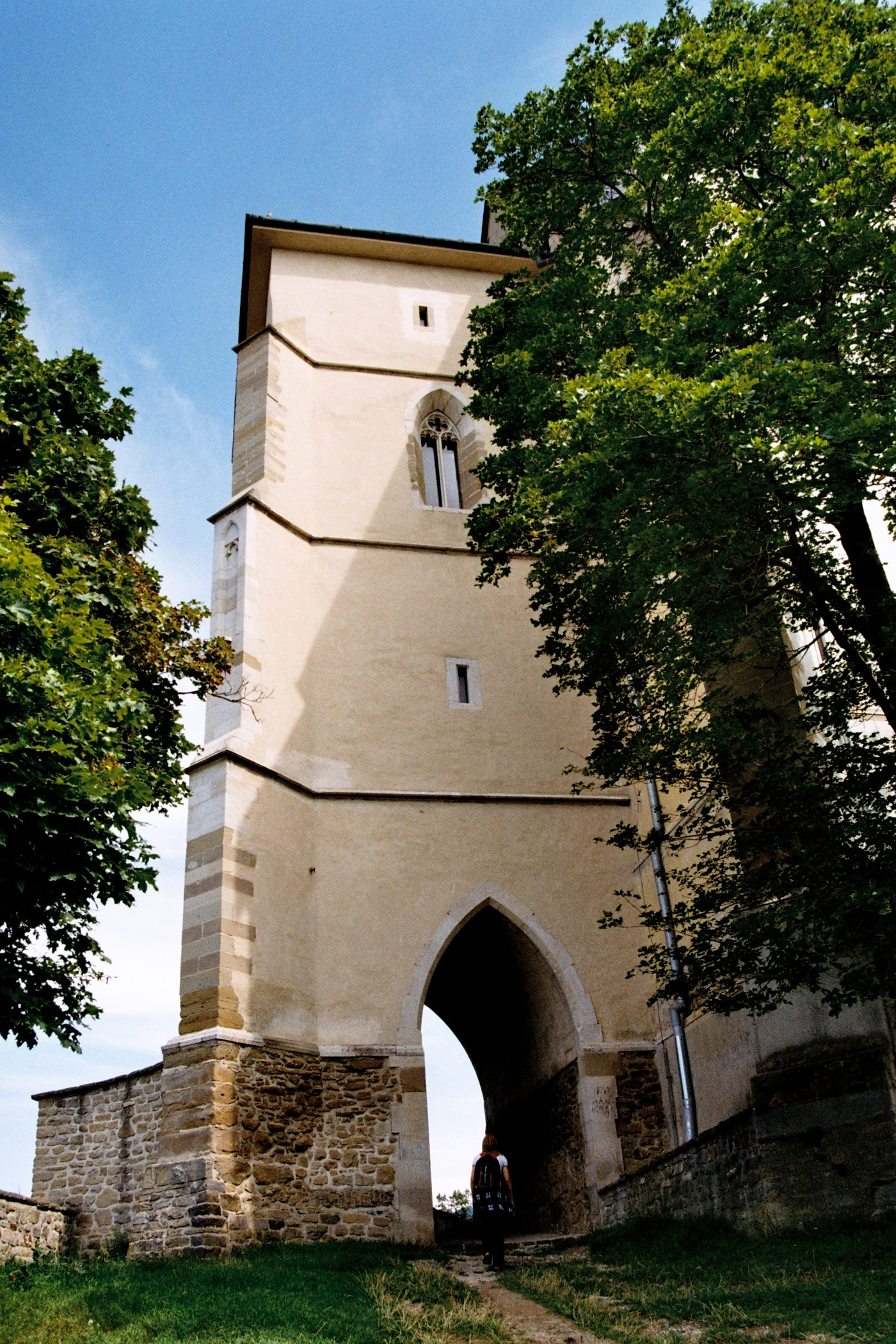
Cổng Ba Lan tại Levoča
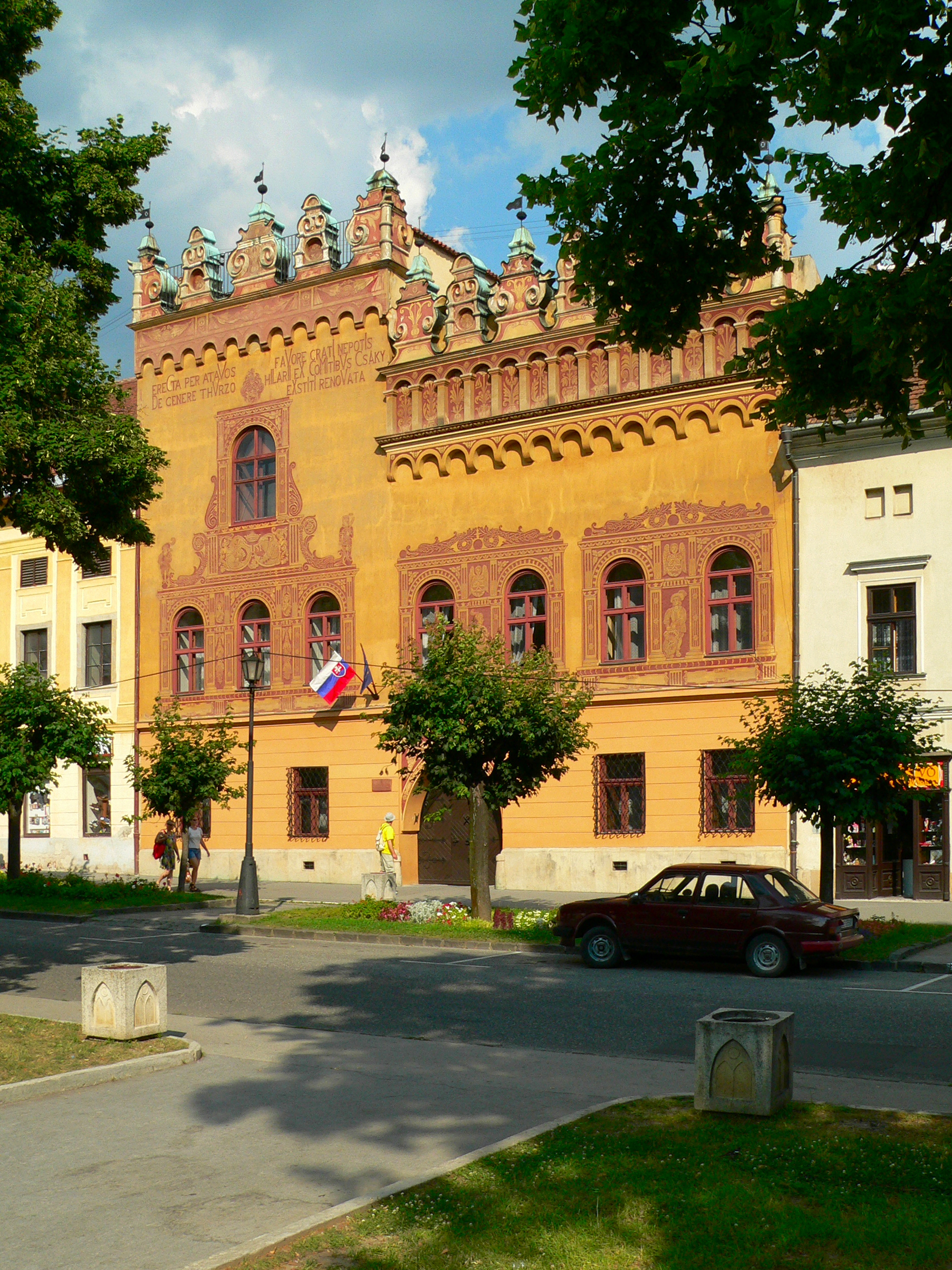
Nhà Thurzo tại Levoča
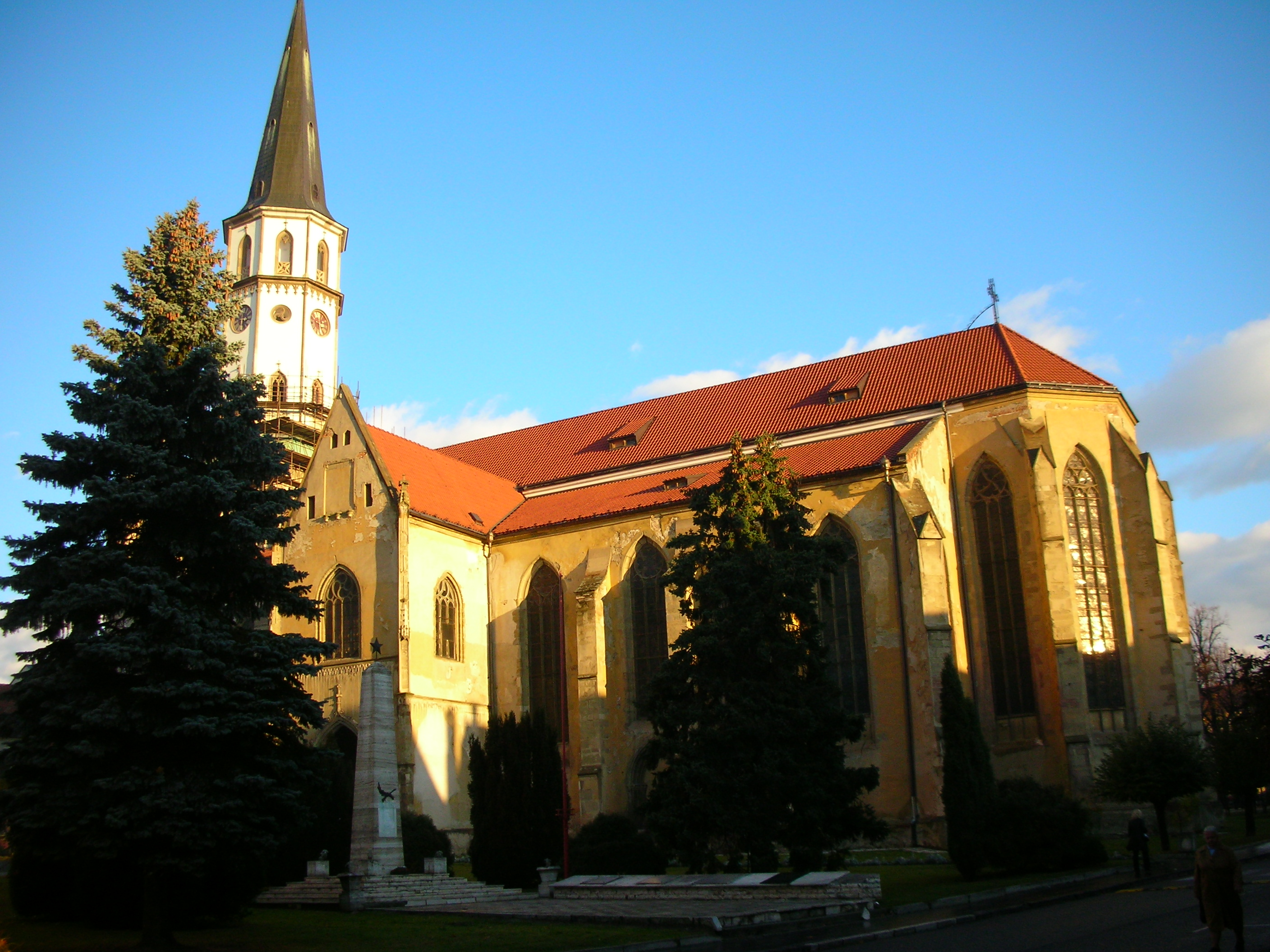
Vương cung thánh đường Thánh James tại Levoča
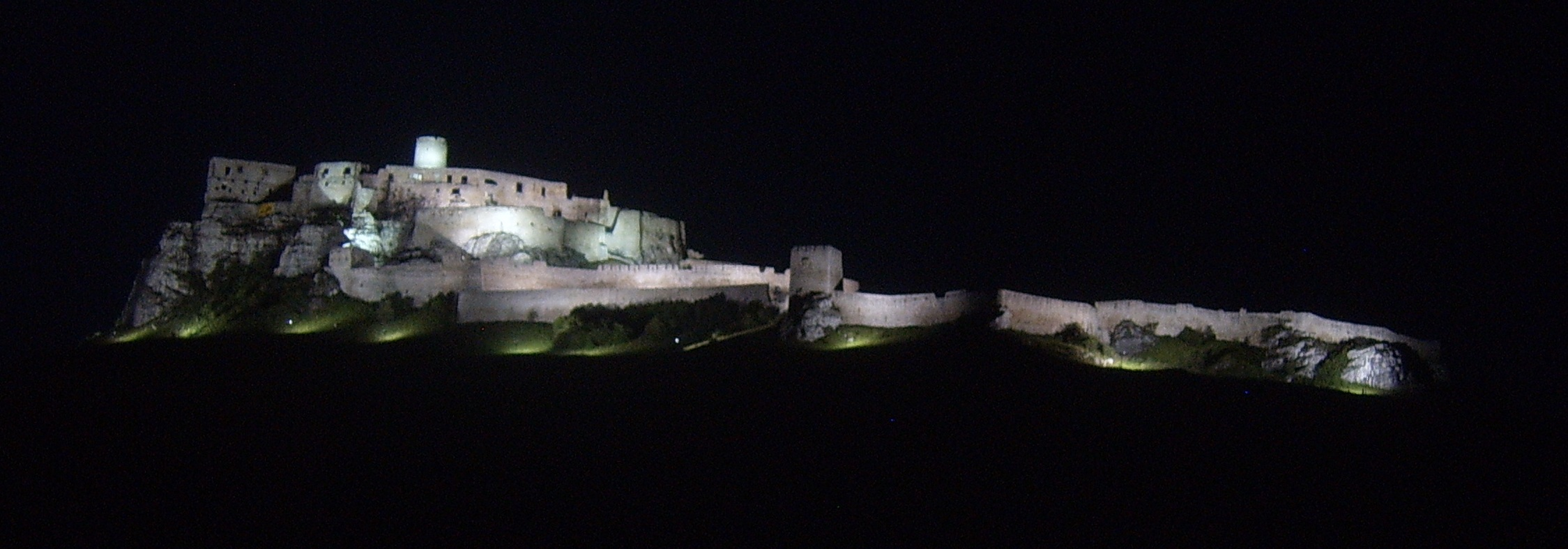
Lâu đài Spiš vào ban đêm
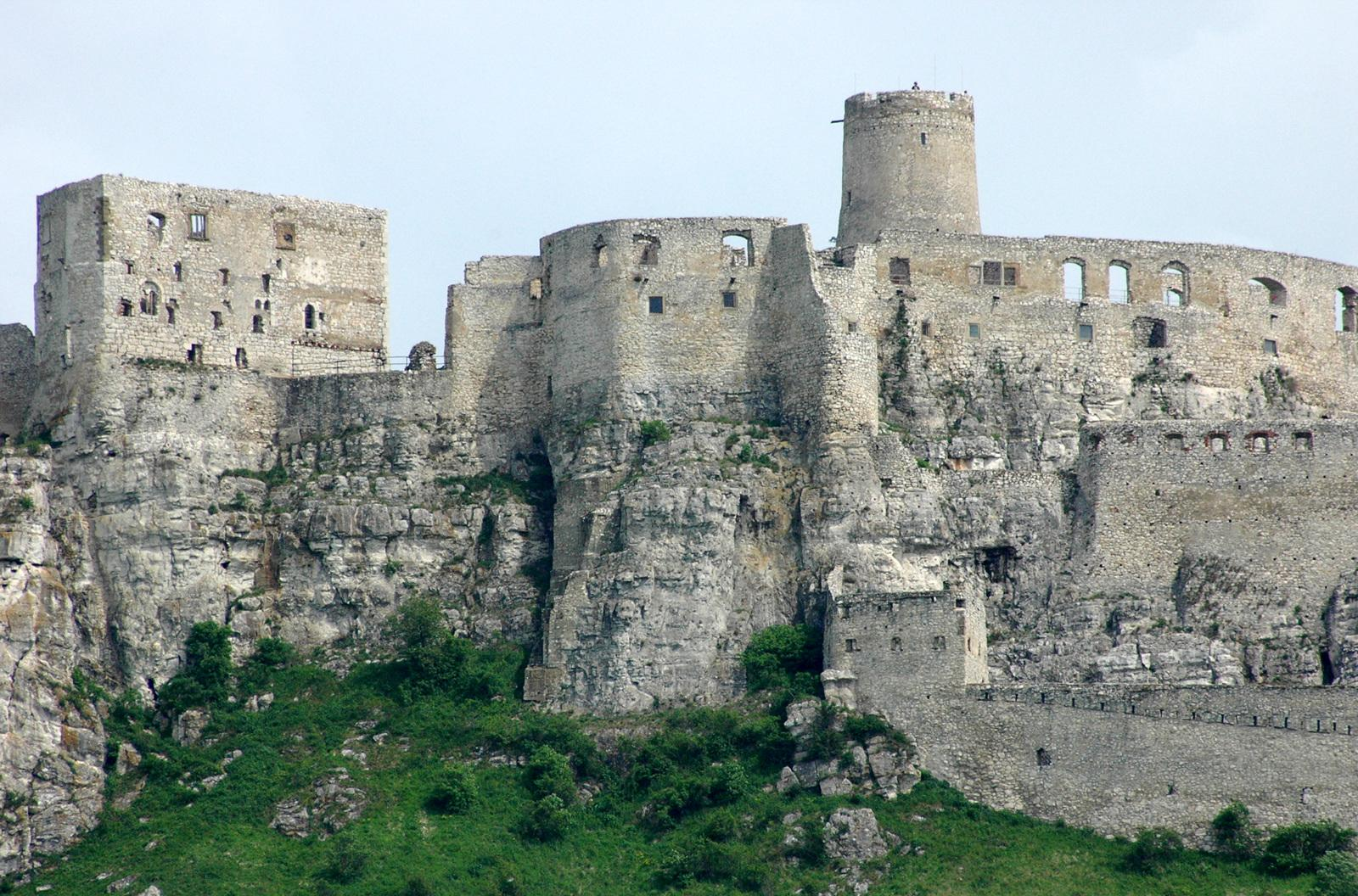
Lâu đài Spiš
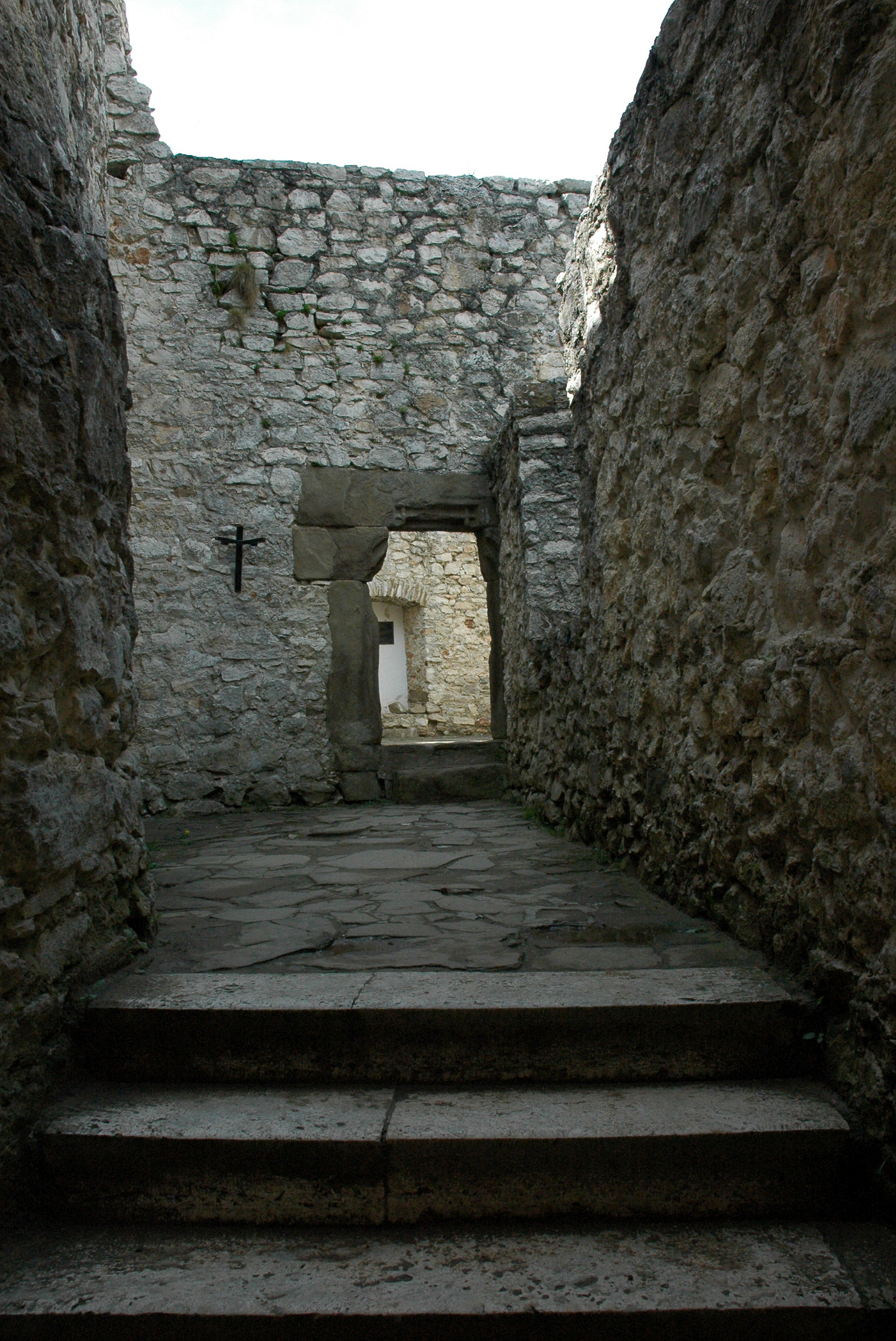
Bên trong Lâu đài Spiš
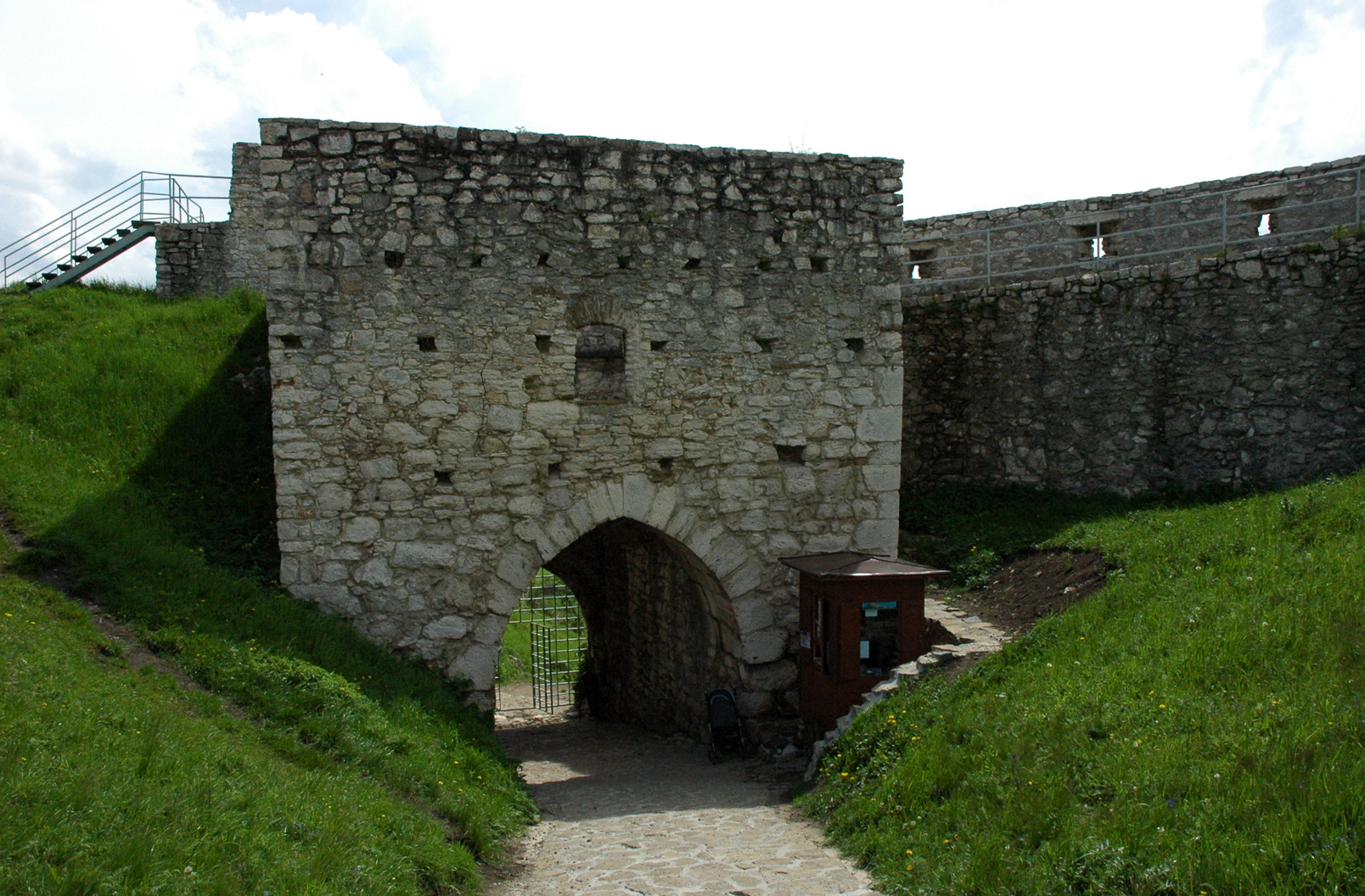
Lâu đài Spiš
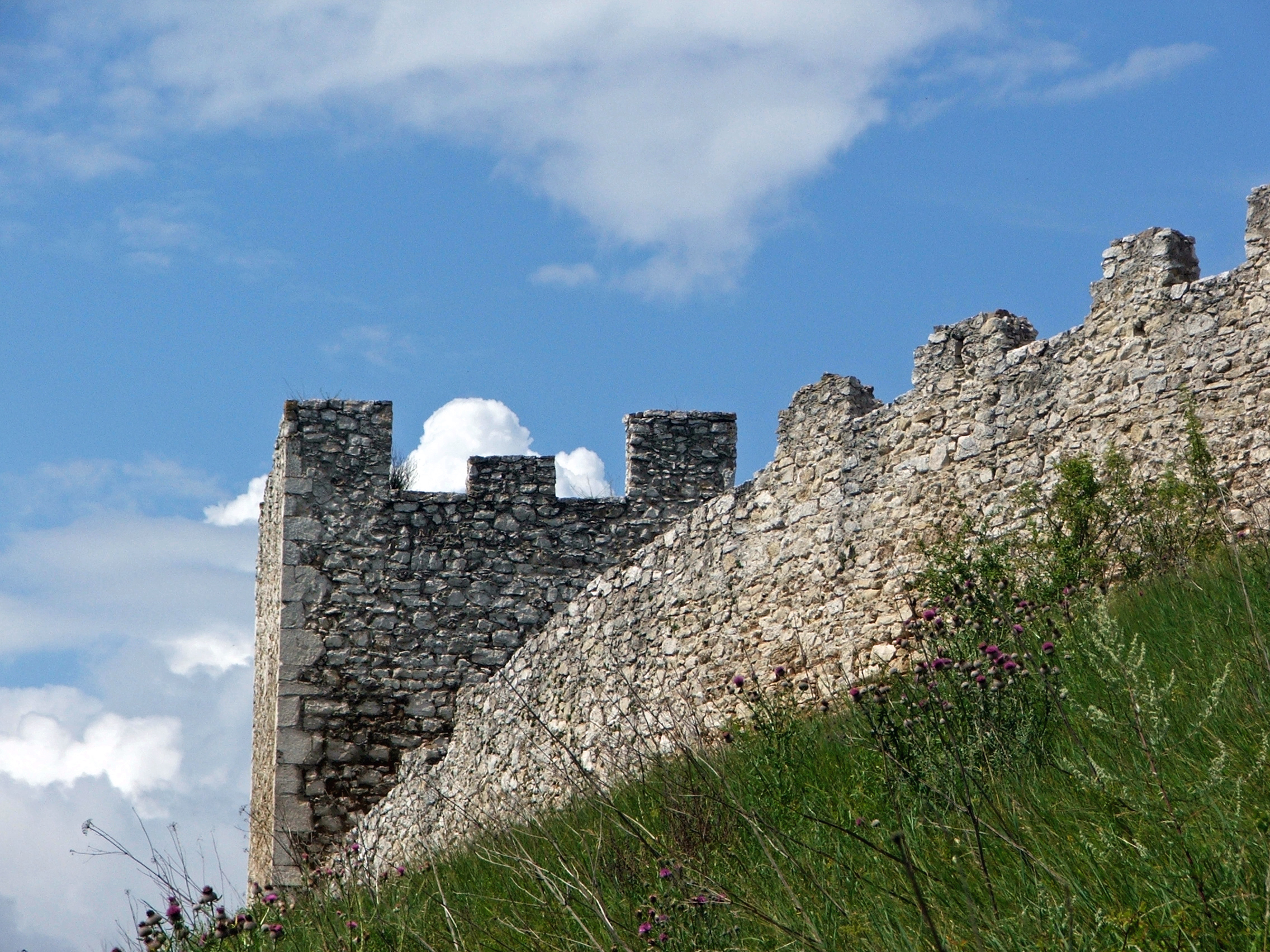
Bức tường của Lâu đài Spiš
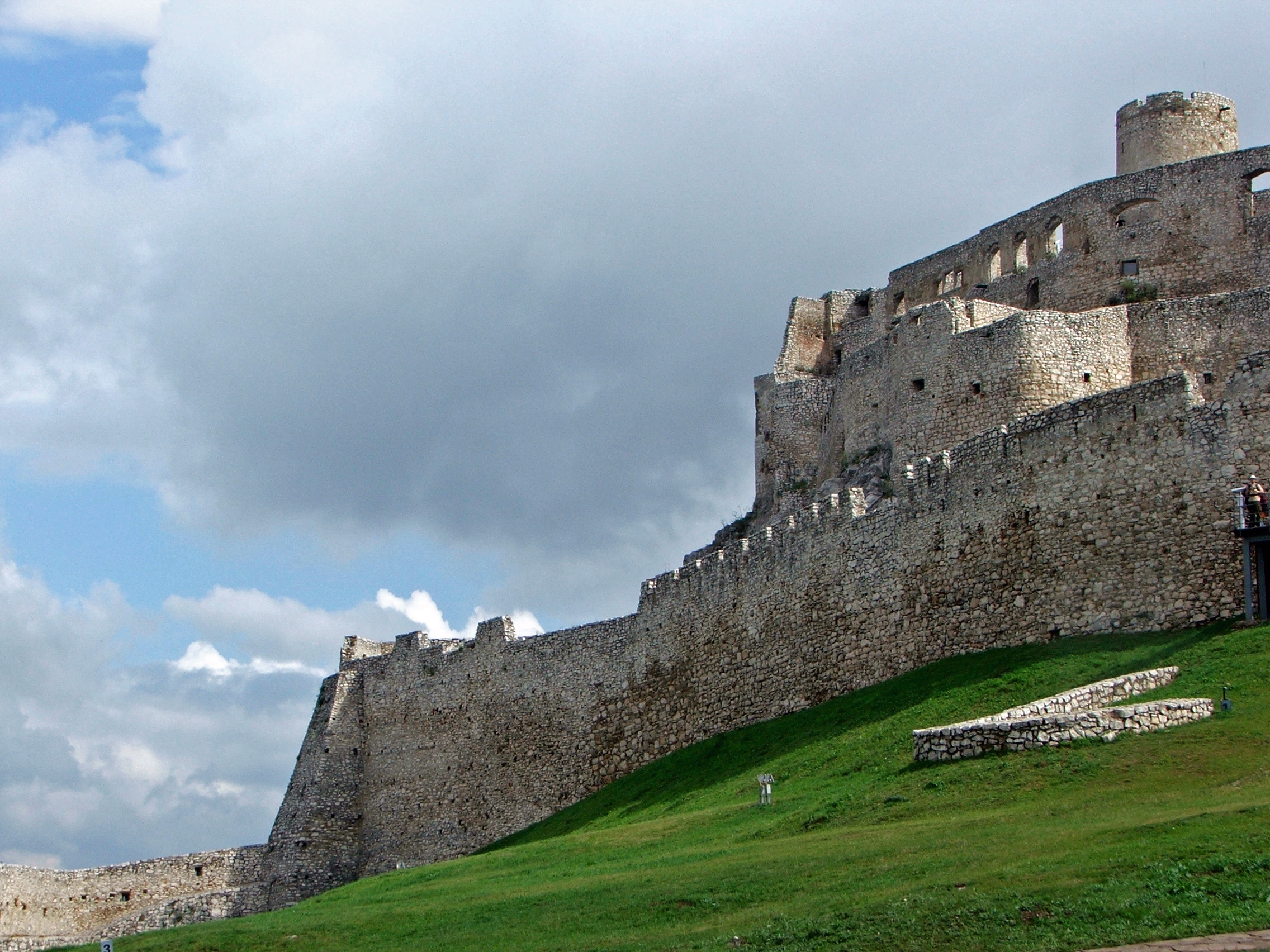
Lâu đài Spiš
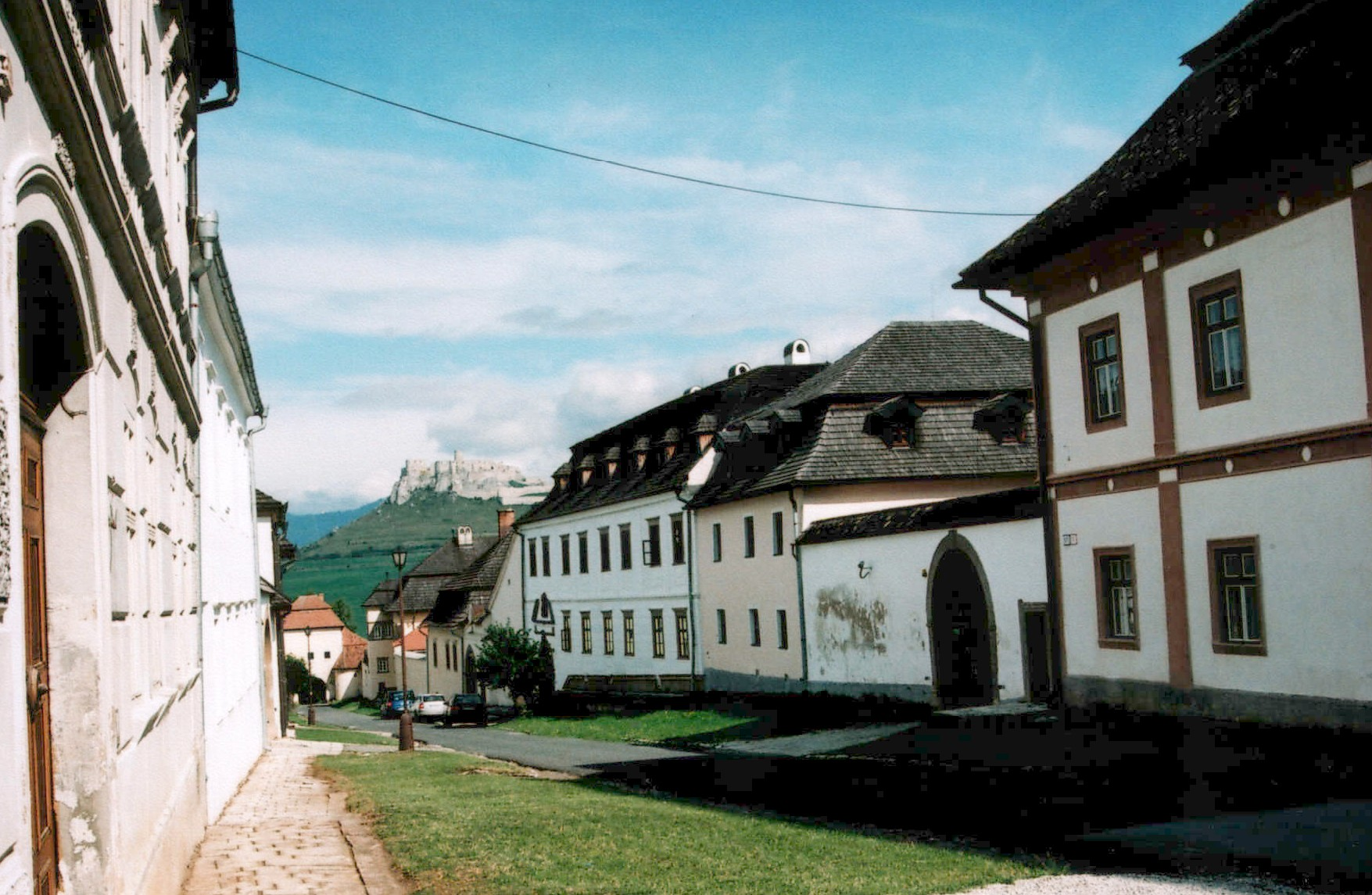
Phố tại Spišská Kapitula
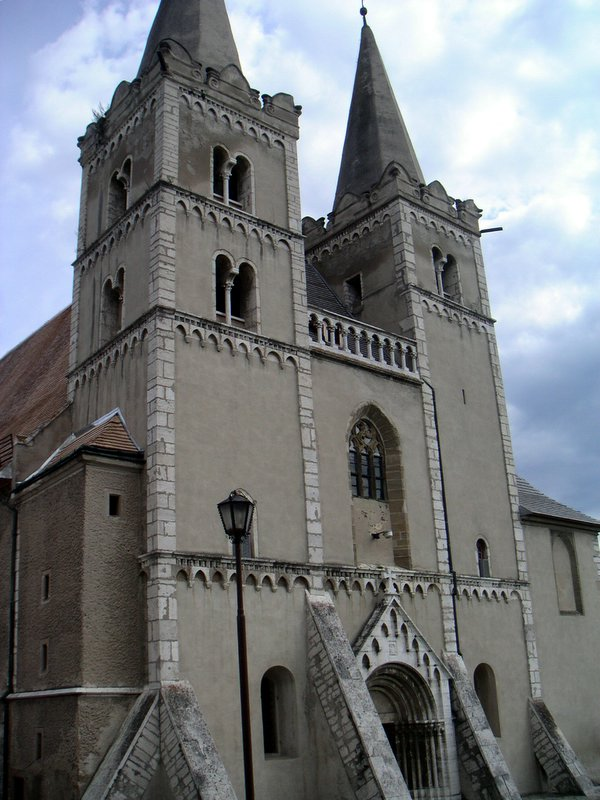
Nhà thờ chính tòa Thánh Martin
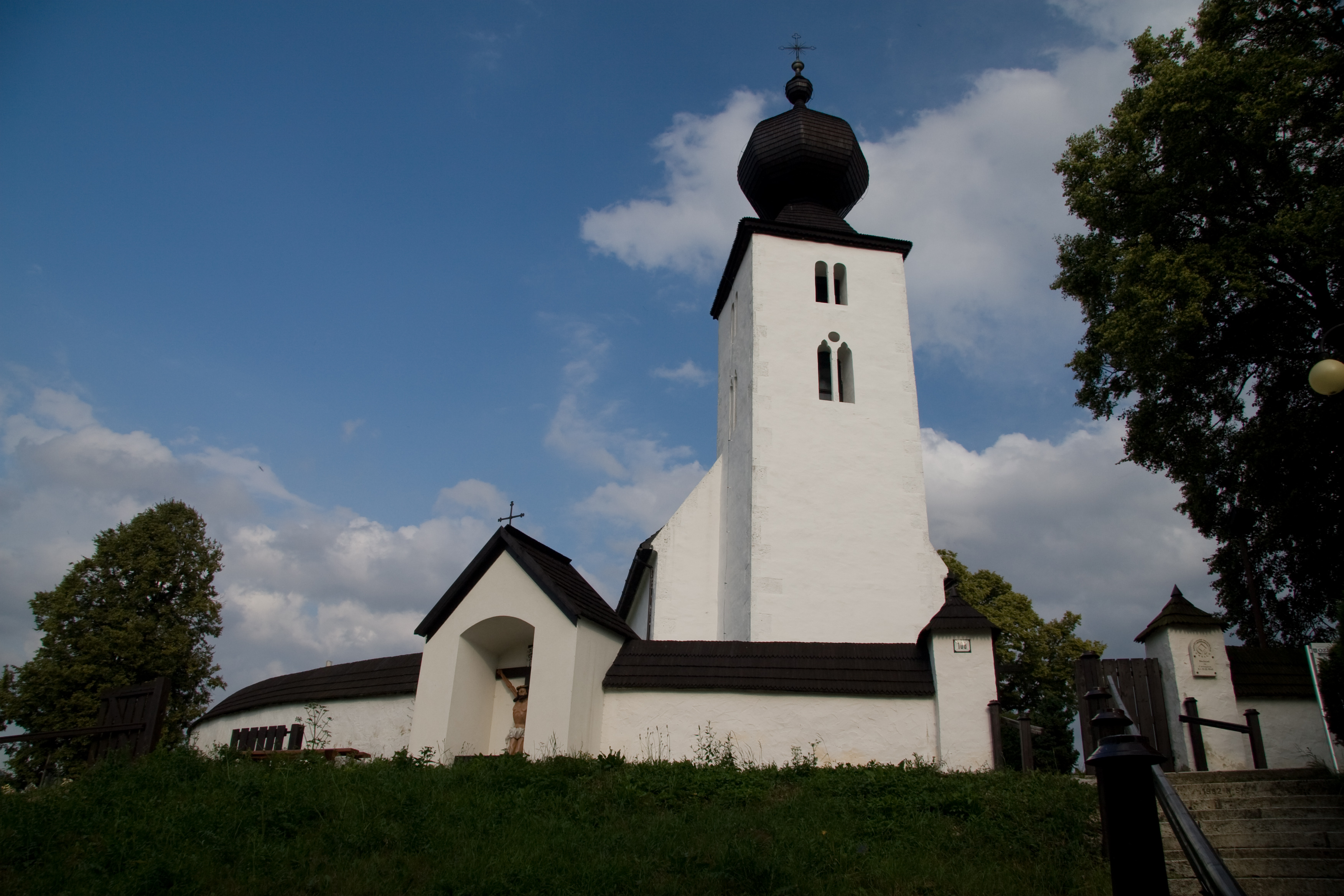
Nhà thờ Thánh Chúa ở Žehra
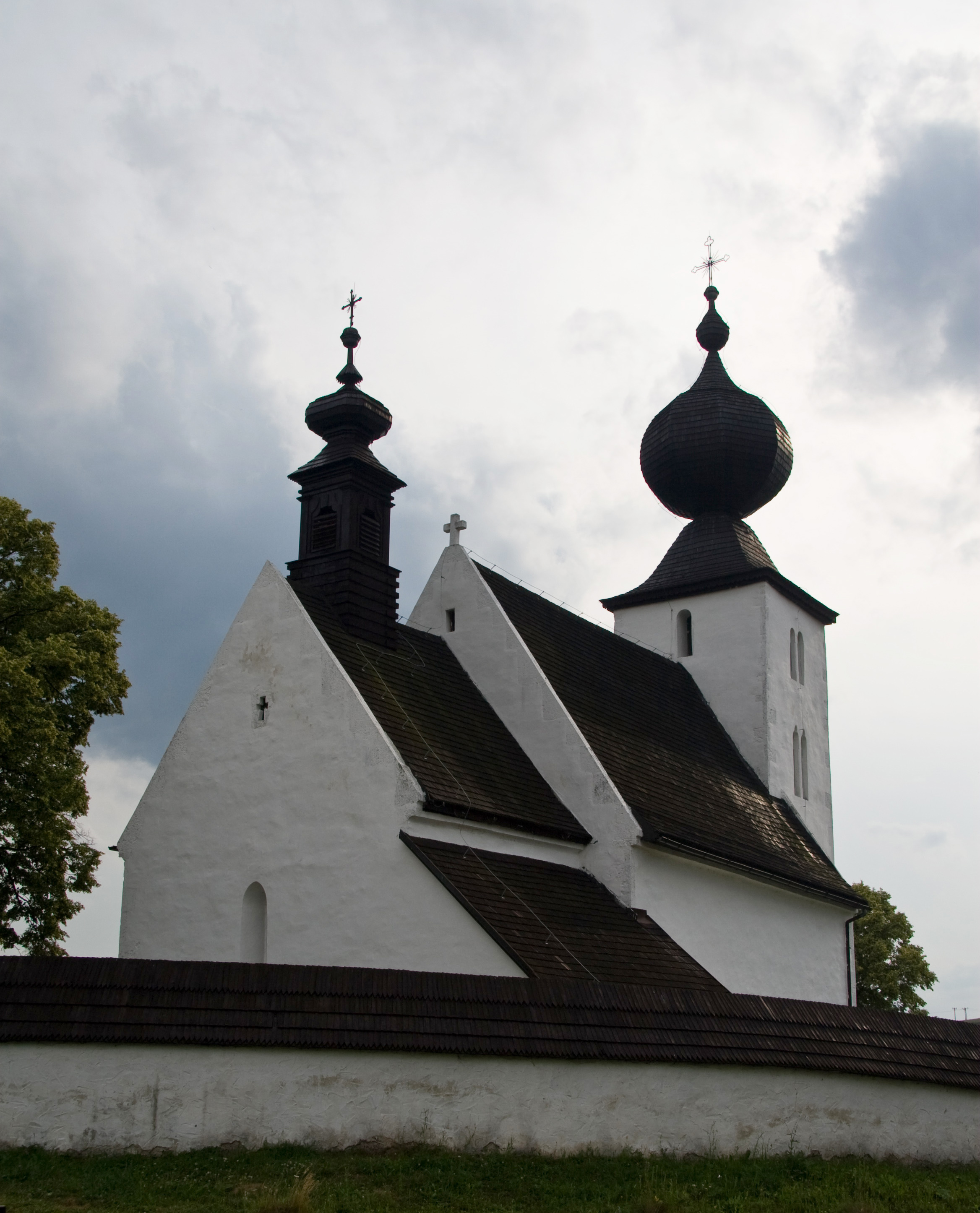
Nhà thờ Thánh Chúa ở Žehra